# Haliclona tulearensis
Haliclona tulearensis är en svampdjursart som beskrevs av Vacelet, Vasseur och Claude Lévi 1976. Haliclona tulearensis ingår i släktet Haliclona och familjen Chalinidae. Inga underarter finns listade i Catalogue of Life.